# Карамышевская ГЭС
Карамышевская ГЭС — гидроэлектростанция на реке Москве в городе Москва, в районе Серебряного Бора. Входит в систему канала имени Москвы, одна из электростанций канала.

## Характеристика
ГЭС построена по русловой схеме. Урез воды выше плотины поддерживается на высоте 125,9 метров, ниже — около 120,2 метров.
Сооружения ГЭС построены по проекту архитектора А. М. Рухлядева.
Состав сооружений ГЭС:
- бетонная водосливная плотина длиной 116 м и наибольшей высотой 18,5 м;
- однониточный однокамерный судоходный шлюз № 9 (на спрямляющем канале);
- здание ГЭС закрытого типа.

Мощность ГЭС — 3,52 МВт, среднегодовая выработка — 9,75 млн кВт·ч. В здании ГЭС установлены 2 поворотно-лопастных гидроагрегата мощностью по 1,76 МВт, работающих при расчётном напоре 4,8 м.
Карамышевский гидроузел обеспечивает судоходство по р. Москве. Русло реки, преграждаемое плотиной, дублируется для судоходства Карамышевским спрямлением.

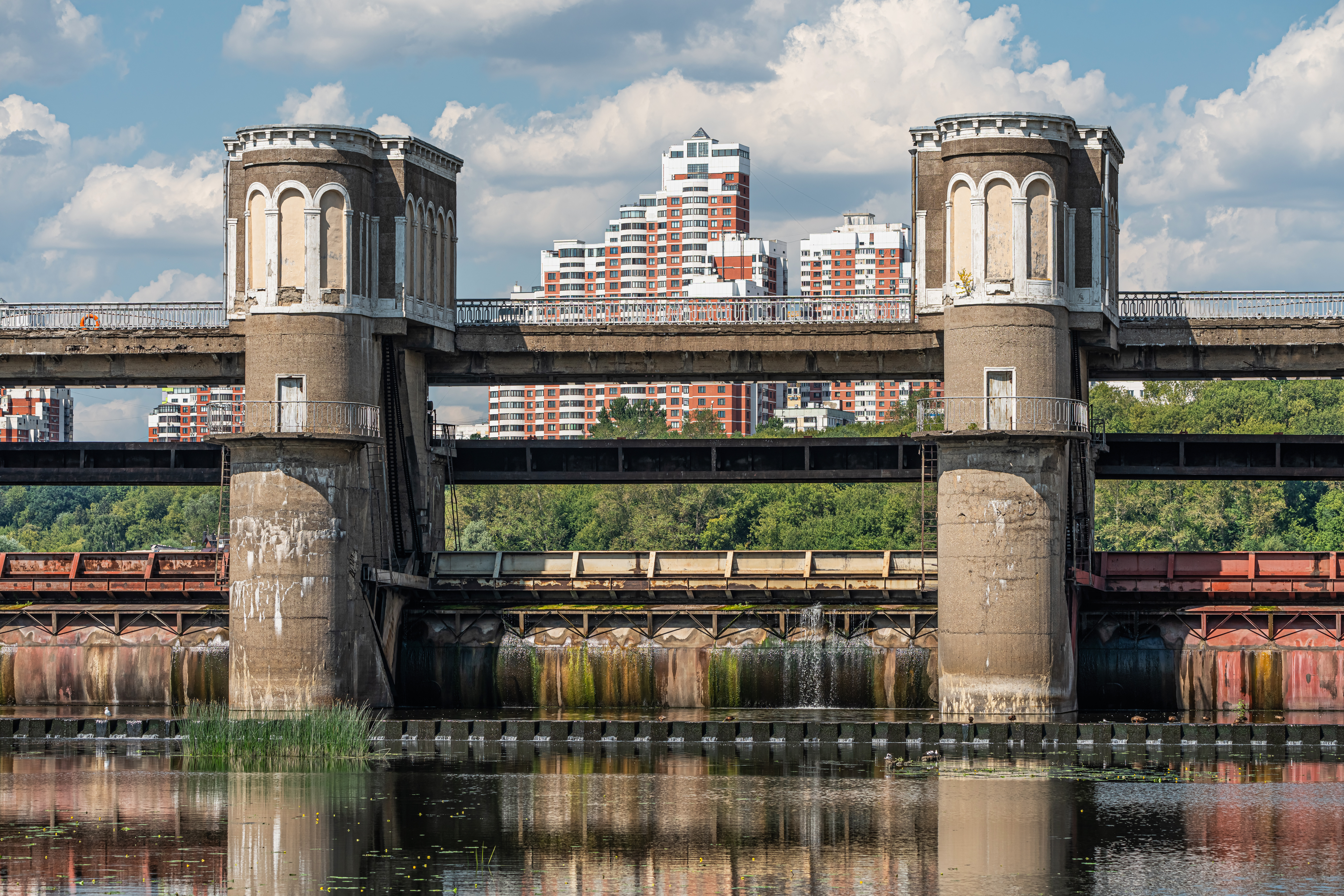
Фрагмент водослива
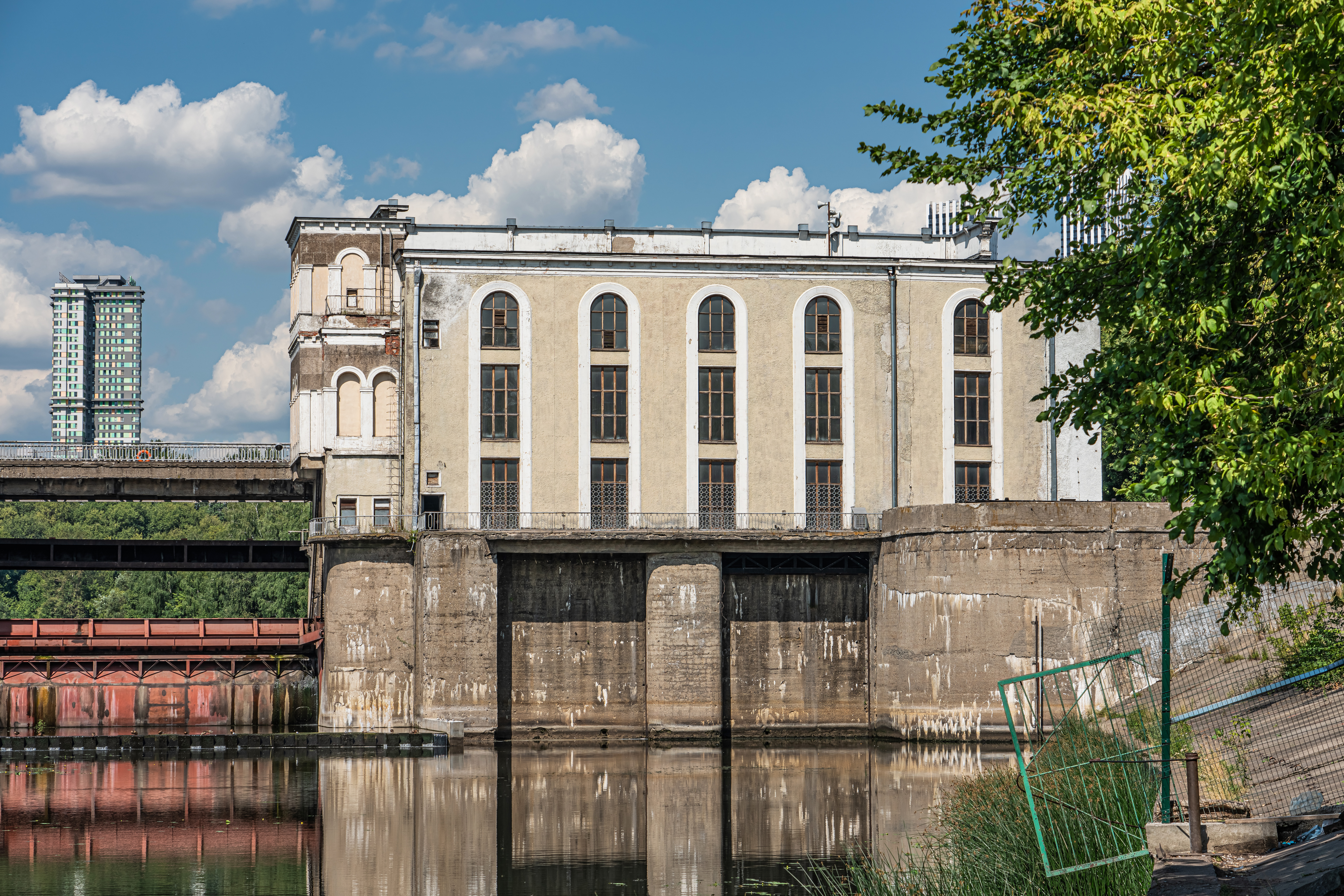
Здание ГЭС
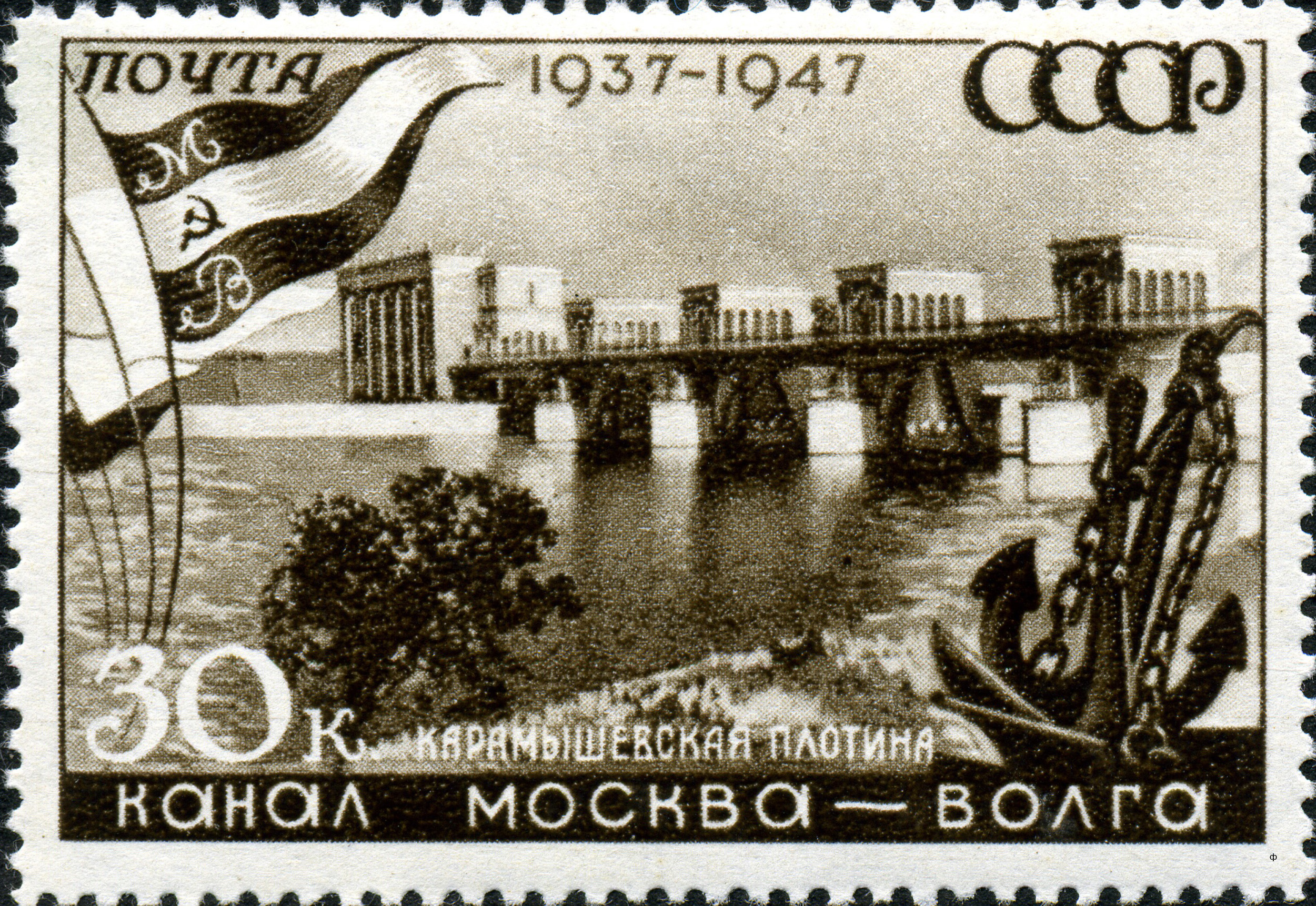
Карамышевская плотина на марке СССР 1947 года